# Guiraca bleu
Passerina caerulea
Espèce
Statut de conservation UICN

 LC  : Préoccupation mineure
Le Guiraca bleu (Passerina caerulea) ou Gros-bec bleu, est une espèce de passereaux de la famille des Cardinalidae.

## Description morphologique
Le Gros-bec bleu, avec ses 15 à 19 cm de longueur, est le plus petit des gros-becs américains. Tous les individus de cette espèce présentent un bec fort, grand et conique. Leurs rémiges et rectrices sont brunes et ils présentent tous sur les ailes deux barres alaires. Au-delà de ces points communs, cet oiseau présente un net dimorphisme sexuel.
Le mâle possède un plumage bleu violacé foncé avec les lores et le menton noirs. Les ailes, lavées de bleu noir tout comme la queue, présentent une double barre alaire chamois.
Les femelles et les juvéniles ont les parties supérieures de couleur brun-roux, et les parties inférieures plus claires et beiges. Les barres alaires peuvent être plus beiges que rousses. Les mâles juvéniles peuvent commencer à présenter des soupçons de couleur bleue sur la nuque et le croupion.

## Comportement

### Alimentation
Cet oiseau est omnivore, consommant des graines mais aussi des insectes tels que les sauterelles, activement recherchées dans les espaces découverts de son habitat.

### Comportement social

#### Relations intraspécifiques
Le chant du mâle, qui dure de 2 à 5 secondes, consiste en un simple gazouillement. Les cris d'appel sont de brefs "pik".
En dehors de la saison de nidification, le Guiraca bleu se nourrit en petits groupes.

#### Relations interspécifiques
Lorsqu'il se nourrit en groupe, le Guiraca bleu se mélange parfois à d'autres espèces, souvent des Fringillidae ou des Passeridae.

## Répartition et habitat
On le trouve généralement dans les arbres bordant des espaces découverts, telles que les zones ripariennes dans le désert, ainsi que les arbres ou haies jouxtant les prairies marécageuses ou en friche.
Il niche au sud d'une ligne allant de la Californie au New Jersey, jusqu'au Costa Rica. Il hiverne du nord du Mexique jusqu'à Panama.

## Sous-espèces
* Passerina caerulea caerulea (Linnaeus, 1758) ; y compris Passerina caerulea mesophila Oberholser, 1974
- Passerina caerulea salicaria (Grinnell, 1911)